# Heterospilus consimilis
Heterospilus consimilis är en stekelart som först beskrevs av William Harris Ashmead 1893.  Heterospilus consimilis ingår i släktet Heterospilus och familjen bracksteklar. Inga underarter finns listade i Catalogue of Life.